# Lophogaster hawaiensis
Lophogaster hawaiensis är en kräftdjursart. Lophogaster hawaiensis ingår i släktet Lophogaster och familjen Lophogastridae. Inga underarter finns listade i Catalogue of Life.